# Streit’s Filmtheater

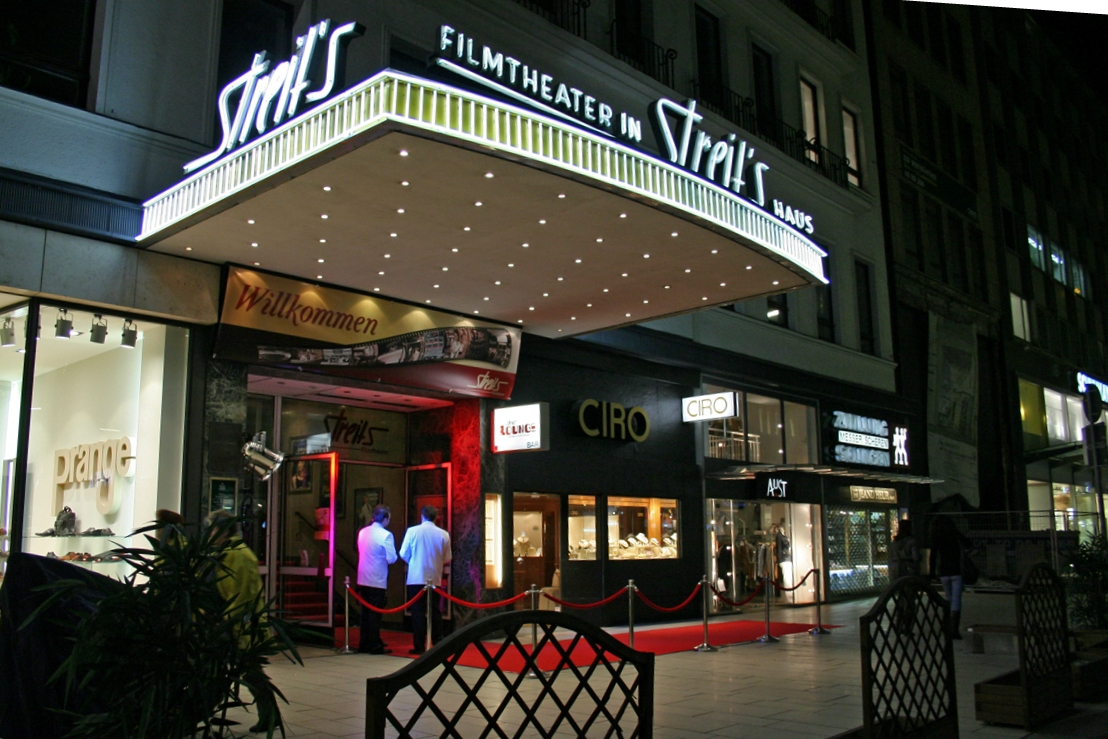
Streit’s Filmtheater, März 2007

Streit’s Filmtheater, auch Streits Filmtheater, auf der ehemaligen Leuchtreklame über dem Eingang Filmtheater in Streit’s Haus, war ein von 1956 bis 2013 bestehendes Kino am Jungfernstieg in der Hamburger Innenstadt. Zuletzt hatte das Kino einen Vorführsaal mit zusammen 463 Sitzplätzen, aufgeteilt in Parkett und Rang, mit einer Bildwand von 11,5 m × 5 m und Bühne. Zur technischen Ausstattung gehörten ein 35-mm-Filmprojektor, ein 3D-fähiger Videoprojektor und ein Dolby SRD/DTS-Tonsystem. Programmschwerpunkte waren Premieren, Blockbuster und Filme in Originalfassung mit Untertiteln (OmU). Das Kino war Spielort des Filmfests Hamburg und ab 1989 der Lesbisch Schwulen Filmtage.

## Geschichte

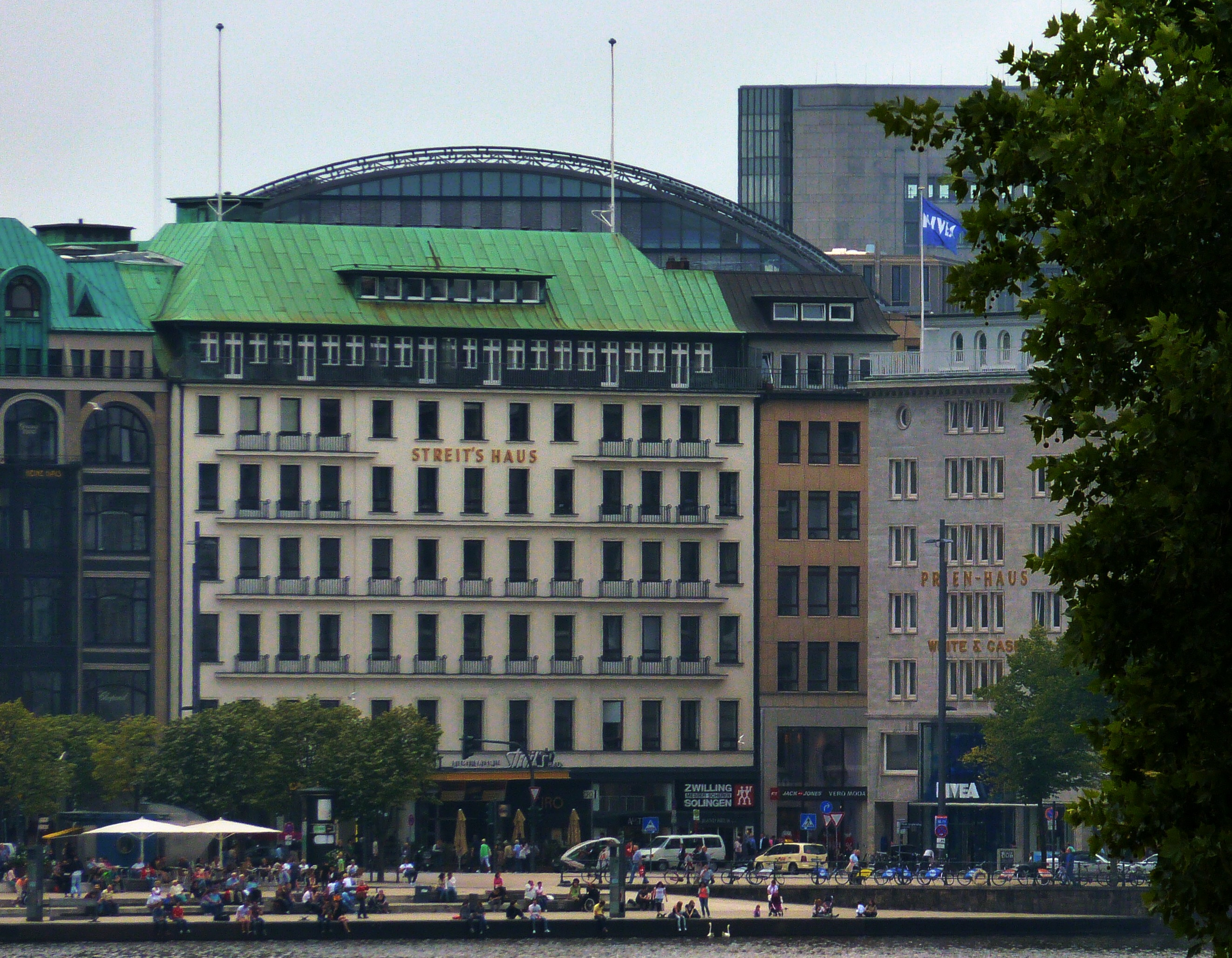
Das Streit’s Haus 2011 von der Binnenalster aus gesehen

Seinen Ursprung hatte das Kino in dem von Christian Streit 1837 gegründeten Streit’s Hotel am Jungfernstieg 38 an der Hamburger Binnenalster. Ab den 1930er-Jahren wurden in dessen Ballsaal gelegentlich Kinofilme vorgeführt. Den Zweiten Weltkrieg überstand das Hotel weitgehend unbeschadet und wurde von den britischen Besatzungstruppen als Offiziersquartier beschlagnahmt. Nach dem Abzug der britischen Truppen hätte das mittlerweile stark heruntergewohnte Hotel aufwendig renoviert werden müssen, was den Eigentümern nicht mehr wirtschaftlich erschien. Das Haus wurde zum Bürohaus und der Ballsaal zu einem hochwertigen Kino umgebaut.
Eröffnet wurde der Spielbetrieb vom Betreiber The Rank Organisation am 6. Dezember 1956 mit der britischen Komödie Doktor Ahoi!. Von da an zählte Streit’s Filmtheater zu den ersten Adressen für Premieren und Erstaufführungen in Hamburg mit Beteiligung zahlreicher internationaler Filmstars. Eine nicht nur bei Kinobesuchern beliebte Einrichtung des Streit’s war über viele Jahre die hauseigene Bar mit live gespielter Klaviermusik. Nach dem Tod des Inhabers J. Arthur Ranks und der Zerschlagung des Unternehmens wurde das Streit’s im Mai 1975 an die US-amerikanische 20th Century Fox und 1980 an die UFA verkauft, die das Kino als Ufa-Arthouse mit anspruchsvollem Kinoprogramm führte. 1986 wurde das inzwischen stark renovierungsbedürftige Kino umgebaut und 2001 erneut vollständig renoviert, wobei Foyer und Bar in ihren ursprünglichen Zustand versetzt wurden. In einem Raum hinter der Bildwand befand sich weiterhin ein Pressestudio mit 35 Sitzen und Bar, in dem Pressevorführungen stattfanden und das für Privatveranstaltungen gemietet werden konnte. Nach der Insolvenz der UFA übernahm die CineStar das Streit’s in ihre Multiplex-Kino-Kette. 2010 wurde die analoge Technik um einen Digitalprojektor für 2D- und 3D-Filme ergänzt.
2013 eskalierte ein länger anhaltender Streit über die zukünftigen Mietkonditionen und Nutzung der Räumlichkeiten. Die Familie Reimers als Immobilieneigentümer des Streit’s-Hauses wollte das Kino durch lukrativere Büros und Ladengeschäfte ersetzen. Da es bezüglich der Kündigungsmodalitäten nicht zu einer Einigung kam, wurde der Spielbetrieb unter Androhung von Zwangsmitteln am 2. April 2013 beendet und das Kino kurz darauf abgerissen und entsprechend den Plänen der Immobilieneigner umgebaut. Vermittlungsversuche seitens der Hamburger Kulturbehörde blieben erfolglos. Die letzte Vorstellung war Sacha Gervasis Filmbiografie Hitchcock.
Populäre Programmpunkte wie die Sneak Previews, englische Originalfassungen und Pressevorführungen werden im Passage Kino in der Mönckebergstraße weitergeführt. Der Geschäftsführer Gary Rohwedder wechselte zum 2013 wieder eröffneten Savoy Filmtheater, wo seitdem auch Originalfassungen gezeigt werden. Inventar und Technik hinterließ die CineStar nach der Schließung den Hauseigentümern und viele Teile davon gingen an Privatsammler weiter.
Im Frühjahr 2020 eröffnete die Drogeriemarktkette Rossmann in den Räumen ihre viertausendste Filiale.

## Bedeutung
Unter den Hamburger Lichtspielhäusern war das Streit’s das Premierenkino der Stadt. Zu den zahlreichen deutschen Erstaufführungen zählen Welterfolge wie Irma la Douce (1963), Was gibt’s Neues, Pussy? (1965), Einer flog über das Kuckucksnest (1976), Gandhi (1983), Yentl (1984) und Vier Hochzeiten und ein Todesfall (1994). Internationale Stars gingen hier über den Roten Teppich. 1995 wurde der erste Douglas-Sirk-Preis des Filmfests Hamburg, das ab 1992 im Streit’s stattfand, an Clint Eastwood vergeben.
1983 wurde das Streit’s in einer Studie als eines der denkmalschutzwürdigen Kinos in Hamburg vorgeschlagen. Auch der Deutsche Kulturrat setzte das Streit’s auf die Rote Liste gefährdeter Kulturinstitutionen, jedoch wurde lediglich die Fassade des Gebäudes unter Denkmalschutz gestellt.